# Cyclotrypema furcata
Cyclotrypema furcata es una especie de insecto coleóptero de la familia Chrysomelidae. Fue descrita en 1808 por Olivier. Es la única especie descrita del género Cyclotrypema. Se encuentra en Texas y México.